# 數棋

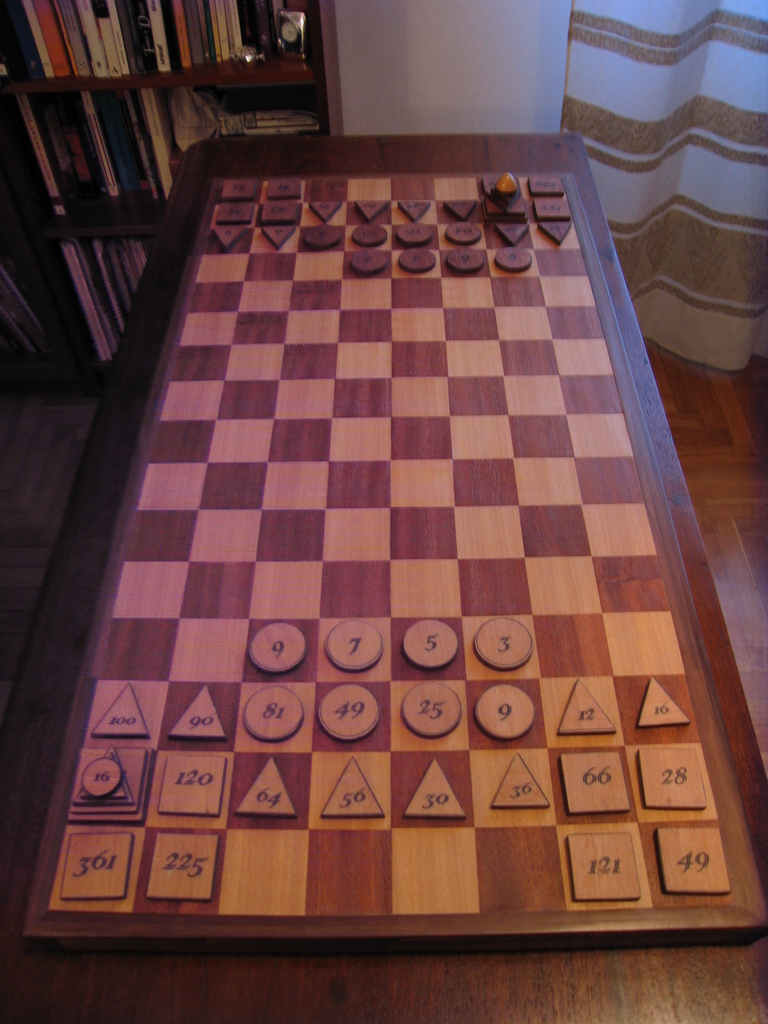
數棋棋具

數棋（Rithmomachy、Rithmomachia、Arithmomachia、Rythmomachy、Rhythmomachy），是歐洲中古時代十一世紀時的兩人棋類，咸信起源於希臘。棋子皆有數字，行棋時需運用加減乘除算數。

數棋初始佈置

## 外部連結
- 遊戲介紹 （页面存档备份，存于）